# Théogène Turatsinze
Théogène Turatsinze, né « dans le nord » du Rwanda vers 1970 et assassiné entre le 11 et le 15 octobre 2012 au  Mozambique, est un homme d'affaires rwandais.
Après l'obtention de son diplôme de licence au Rwanda, il s'installe au Mozambique, « où il travaill[e] quelques années », puis complète ses études par un diplôme de master en management à l'université catholique australienne à Sydney,. Il retourne au Rwanda, et devient chef de la direction de la Banque rwandaise de développement (en) (BRD) en 2005. Il est démis de cette fonction en 2007, ayant « désobéi à un ordre du ministère des Finances de déclarer banqueroute ». À ce moment, des membres du Front patriotique rwandais, le parti au pouvoir, sont soupçonnés de s'être approprié des fonds de la Banque. Turatsinze retourne au Mozambique, et exerce la fonction de vice-recteur de l'université catholique du Mozambique jusqu'à sa mort.
Il est porté disparu le 11 ou 12 octobre 2012, à Maputo. Son corps est découvert le 15, ligoté et flottant en mer. La police mozambicaine accuse le gouvernement rwandais d'avoir pris part à l'assassinat, puis se rétracte. Turatsinze aurait eu « accès à des informations financières politiquement sensibles concernant certains membres du gouvernement rwandais », en relation aux fonds de la Banque de développement. Son assassinat, qui demeure irrésolu, s'inscrit dans « l'histoire des décès mystérieux » d'opposants (réels ou potentiels) au gouvernement rwandais de Paul Kagame. Le journal The Zimbabwean le compare aux meurtres de Seth Sendashonga (opposant politique rwandais tué au Kenya en 1998), de Jean-Léonard Rugambage (journaliste tué à Kigali en 2010), et de Charles Ingabire (journaliste rwandais tué en 2011) ; il mentionne également Kayumba Nyamwasa, ancien dirigeant des services de renseignement rwandais, qui a survécu à une tentative d'assassinat en 2010. De même, Channel 4 News au Royaume-Uni met en rapport ces meurtres, soulignant en outre celui d'André Kagwa Rwisereka, homme politique assassiné en 2010, et indiquant les « soupçons d'implication du gouvernement rwandais ».